# Höhennonne
Die Höhennonne (Lonchura montana), auch Höhen-Schilffink genannt, ist eine bislang nur wenig erforschte Art aus der Familie der Prachtfinken. Es werden keine Unterarten unterschieden.

## Beschreibung
Die Höhennonne erreicht eine Körperlänge von 11,5 Zentimeter. Sie weist keinen ausgeprägten Sexualdimorphismus auf, ist jedoch in ihrer Färbung sehr variabel. Stirn und Vorderscheitel sind schwarz. Auch die Zügel, die vorderen Kopfseiten sowie die obere Kehle sind schwarz. Die Ohrdecken sind schwarzbraun. Die Halsseiten, die Kropfgegend und die Vorderbrust sind ockerfarben. Der Rücken und die Flügel sind erdbraun. Der Bürzel und die Oberschwanzdecken sind gelb, der Schwanz ist schwarz, wobei die einzelnen Federn gelegentlich gelb gesäumt sind. Ein schmales schwarzes Band trennt die ockerfarbene Vorderbrust vom Weiß der restlichen Körperunterseite. Die Körperseiten sind schwarzbraun quergebändert, wobei in der Stärke der einzelnen Querbänder individuelle Unterschiede bestehen. Die Unterschwanzdecke ist schwarz, die Schenkel sind braun. Der kräftige Schnabel ist weißlich bis blaugrau.
Jungvögel sind auf der Körperoberseite düster braun und auf der Körperunterseite bräunlich-weiß mit einer bräunlich-grauen Brust und rostfarbenen Unterschwanzdecken. Ihr Schnabel ist noch schwarz.

## Verbreitungsgebiet und Lebensweise
Das Verbreitungsgebiet der Höhennonne sind die Gebirge im Inneren West-Neuguineas. Sie kommt hier in Höhen von 2000 bis 4200 Metern über dem Bergland vor. Der Verbreitungsschwerpunkt liegt bei 3000 Höhenmetern. Ähnlich wie bei der Schwarzbrustnonne und die Bergnonne, die ebenfalls Gebirge im Inneren Neuguineas besiedeln, ist über die Lebensweise der Höhennonne bislang nichts bekannt. Auch Erfahrungen aus Haltung liegen nicht vor. Die Höhennonne zählt zu den wenigen Prachtfinkenarten, die bislang noch nicht lebend in Europa eingeführt worden sind.

## Belege

### Einzelbelege
1. ↑  Nicolai et al., S. 227.